# Католическая церковь в США

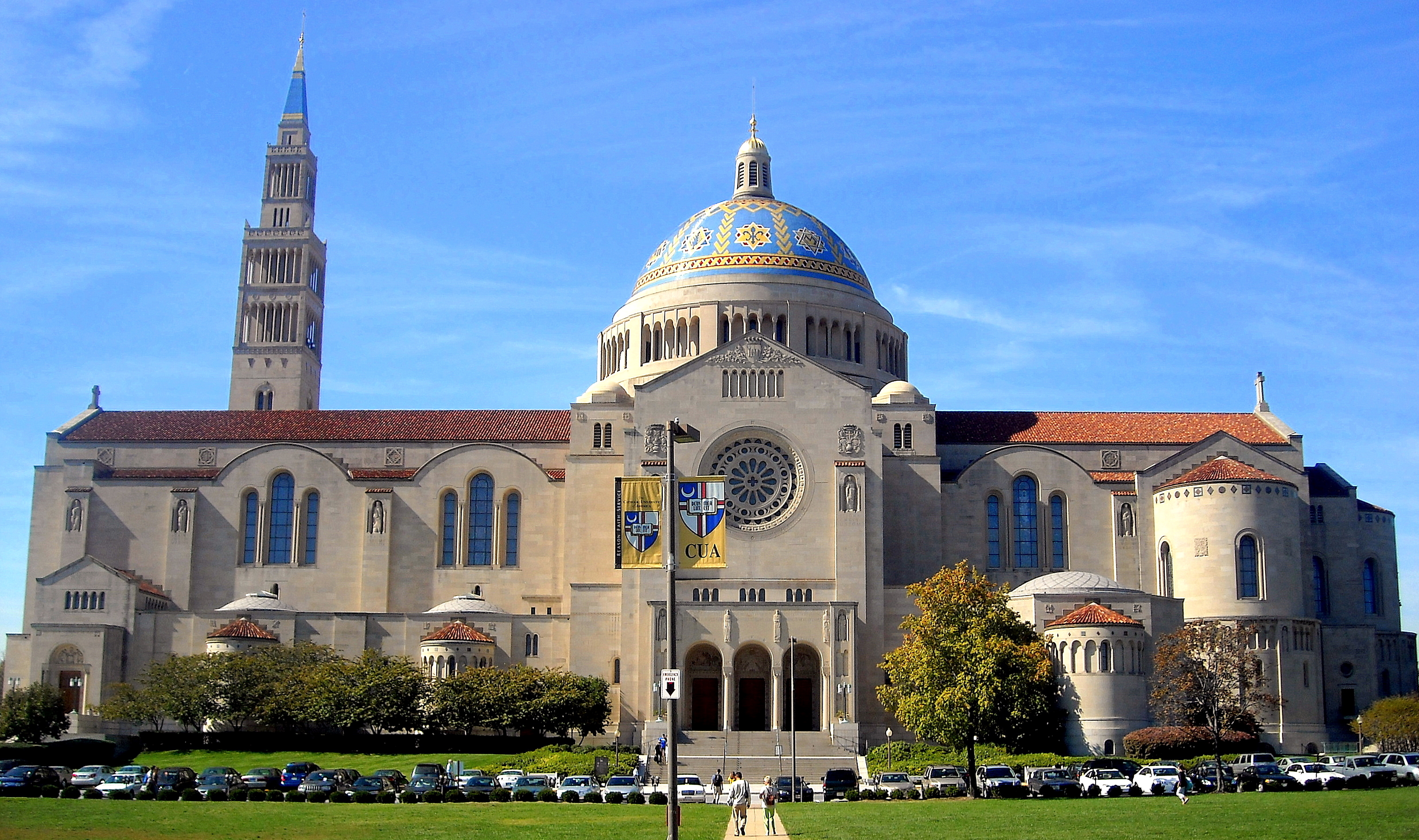
Базилика Непорочного зачатия Пресвятой Девы Марии, Вашингтон, является национальной святыней американских католиков

Католицизм в США, или Католическая церковь в США является частью всемирной Католической церкви. Централизованным органом Католической церкви США является Конференция католических епископов США, основанная в 1966 году и объединяющая епископов и архиепископов США и Виргинских островов. Численность католиков в США составляет около 61,9 млн. человек (18,7% от общей численности населения) в состоянии на 2023 год. 

## История

### Колониальная эпоха

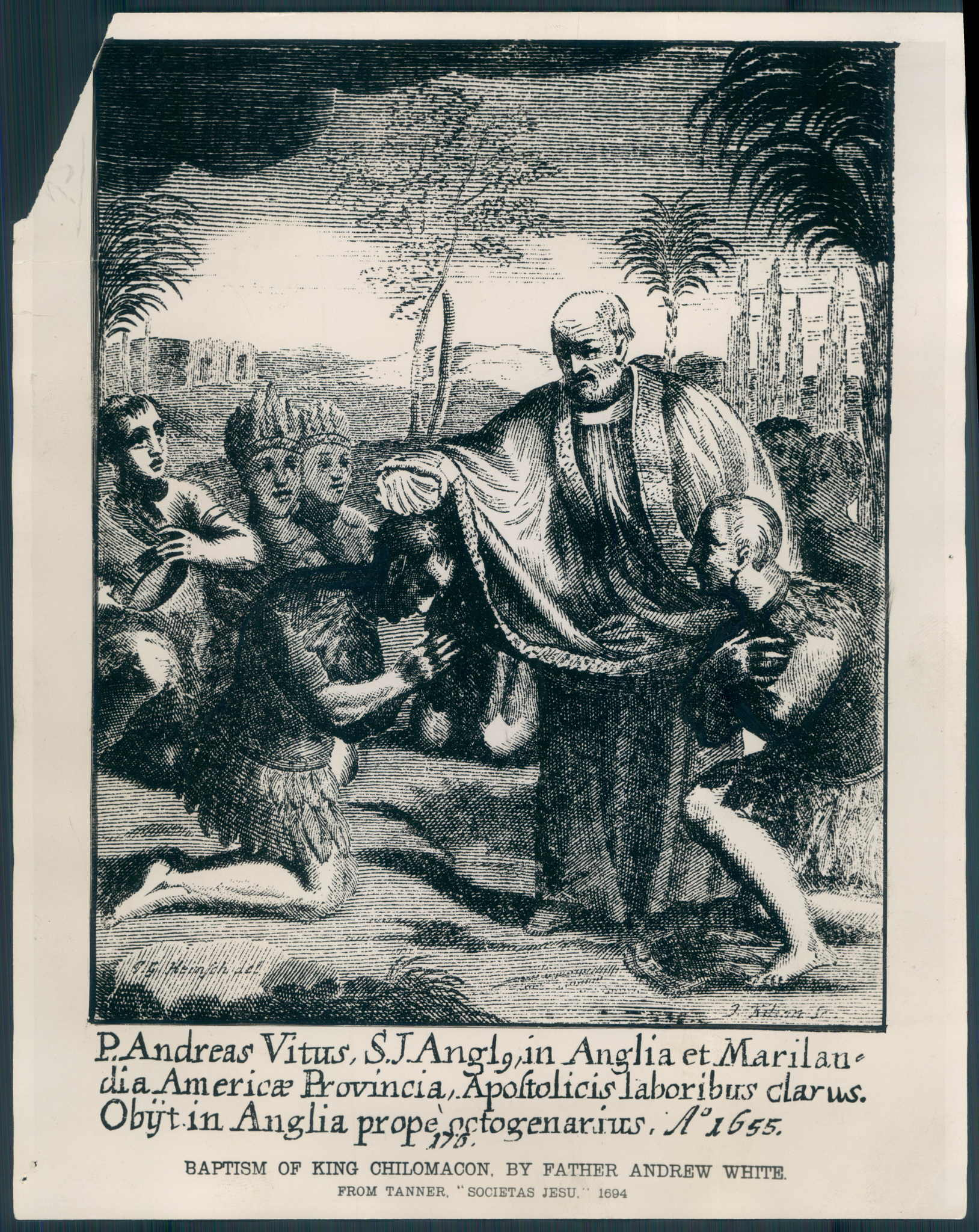
Католический миссионер Эндрю Уайт крестит индейцев

Первые католики на территории сегодняшних США стали появляться с начала испанской колонизации Флориды в 1513 году. В это время испанское правительство использовало католические миссии, основанные в Испанской Флориде как один из элементов сдерживания колонизаторской деятельности Англии и Франции в Северной Америке. С 1568 по 1684 гг. испанские католические миссии основывались в регионе нынешнего штата Джорджия. С 1769 по 1823 гг. францисканцы из Испании проповедовали католицизм среди коренного индейского населения в Калифорнии. В Техасе во время европейской колонизации в основном действовали доминиканцы и иезуиты.
На территориях французских колоний католические миссионеры начинали свою деятельность в военных фортах в Детройте, Сент-Луисе, Новом Орлеане, Мобила, Билокси, Батон-Ружа.
С 1634 года иезуиты начали основывать миссии в Мэриленде. В результате их миссионерской деятельности Мэриленд стал впоследствии одним из немногих английских колониальных территорий, где католики составляли значительное большинство.

### Начало антикатолического движения
В XVII веке в английских колониях стали возникать антикатолические настроения, происхождение которых было связано с английской Реформацией. В английские колонии в это время прибывали многочисленные британские переселенцы, которые придерживались крайних пуританских и реформаторских богословских направлений, за что преследовались даже протестантской Англиканской церковью на родине. Переселенцы из Англии отличались крайним враждебным отношением к католицизму, которое влияло на положении католиков в общественной жизни северо-американских колоний. Законы, действовавшие в английских колониях после Английской революции, запрещали деятельность католических миссионеров и всячески притесняли живших здесь католиков. Власти английских колоний поддерживали запретительные меры против Католической церкви, считая, что общее враждебное отношение англиканского духовенства и пуритан к Католической церкви сможет стать объединяющим элементом британских переселенцев различных протестантских направлений.
Перед началом Английской революции XVII века католики составляли около 1 % от общей численности населения тринадцати английских колоний. Английская революция повлияла на принятие жестоких законов против католиков, что привело к изгнанию иезуитов и других католических миссионеров и священнослужителей из английских северо-американских колоний.
С конца XVIII века отношение к Католической церкви стало несколько смягчаться. В это время в США образуются первые постоянные католические церковные структуры. 6 ноября 1789 года была основана первая католическая епархия в Балтиморе. Римский папа Пий VI назначил иезуита Джона Кэрролла первым католическим епископом в США. В конце XVIII века католические миссионеры уделяли особое внимание основанию в США учебных католических заведений. 22 ноября 1791 года епископ Джон Кэрролл основал Джорджтаунский университет, ставший старейшим католическим университетом в США.

### XIX век
В конце XVIII века в США проживало около 35.000 католиков. С начала XIX века численность католиков в США стала стремительно увеличиваться за счёт эмигрантов из католических стран Европы. В 1820 году численность католиков увеличилась до 200 тысяч человек. В 1850 году католиков насчитывалось уже около 1,6 миллионов человек. К концу XIX века численность католиков поднялась до 12 миллионов человек.
Многочисленные эмигранты из Ирландии, Германии, Италии, Австро-Венгрии и Российской империи селились в основном в Новой Англии. Увеличение численности католиков привело к изменению отношения американского общества к Римско-Католической церкви.
8 апреля 1808 года епархия Балтимора была преобразована в архиепархию. В этот же день Святой Престол учредил Бостонскую, Нью-Йоркскую, Филадельфийскую и Бардстоунскую епархии. В 1852, 1866 и 1884 гг. состоялись Балтиморские синоды Римско-Католической церкви в США, на которых были сформированы дисциплинарные правила для деятельности церкви в США и учреждён так называемый Балтиморский катехизис. В это же время был основан Американский Католический университет.
В первой половине XIX века резко увеличилась численность как католического духовенства, так и католических храмов. Если к 1808 году в США было только два католических епископа, 68 священников, 80 храмов, 2 монашеские обители и 1 колледж. В 1858 году в США у католиков было 7 архиепископов, 40 епископов, 1740 священников, 1824 храма, 37 монастырей и 21 колледж.

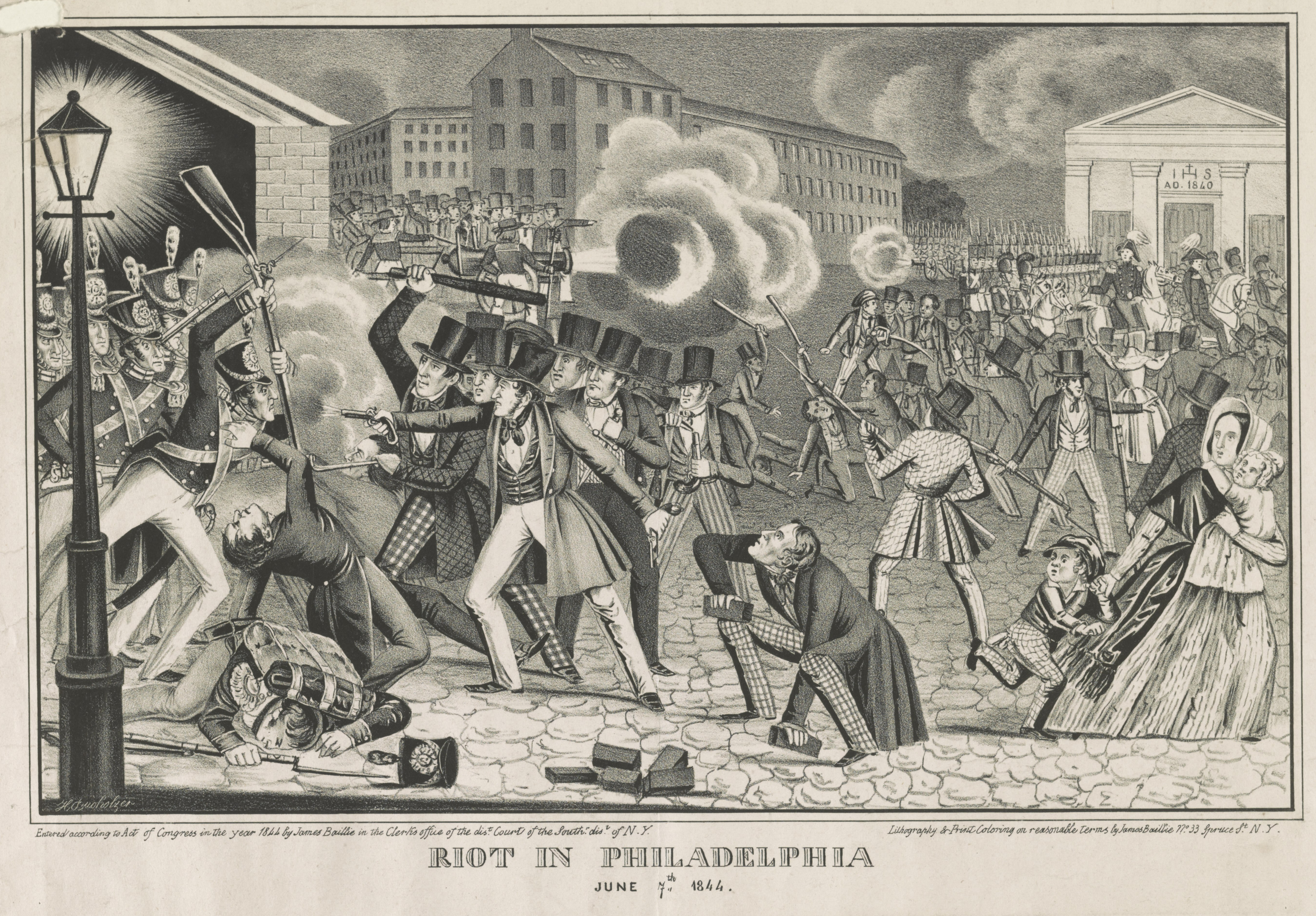
Погром ирландских католиков в Филадельфии 7 июля 1844 года. Гравюра XIX века

В XIX веке в США некоторые американские националистические и патриотические организации характеризовались антикатолической деятельностью. Know Nothing и Ку-Клукс-Клан занимались широкой пропагандой дискриминации эмигрантов, которые ассоциировались с Католической церковью. Значительная доля американских политических деятелей, придерживавшихся протестантских направлений, воспринимала католиков как антиамериканский элемент и всячески пыталась дискриминировать католическое население США. Такое отношение изменилось только после избрания в 1961 году на пост Президента США первого католика Джона Кеннеди.

### XX и XXI века
В начале XX века католики в США составляли около шестой части всего населения страны. В 1928 году Альфред Смит стал первым кандидатом-католиком на пост Президента США. Его принадлежность к Католической церкви вызвала широкий противоречивый диссонанс в американском обществе.
Массовая миграция в XX веке изменила религиозный и национальный состав США. Многообразие различных культур эмигрантов привело к возникновению терпимости в отношении к Католической церкви. Во многих католических епархиях США в настоящее время существуют этнические церкви различных католических обрядов.

## Структура Католической церкви в США

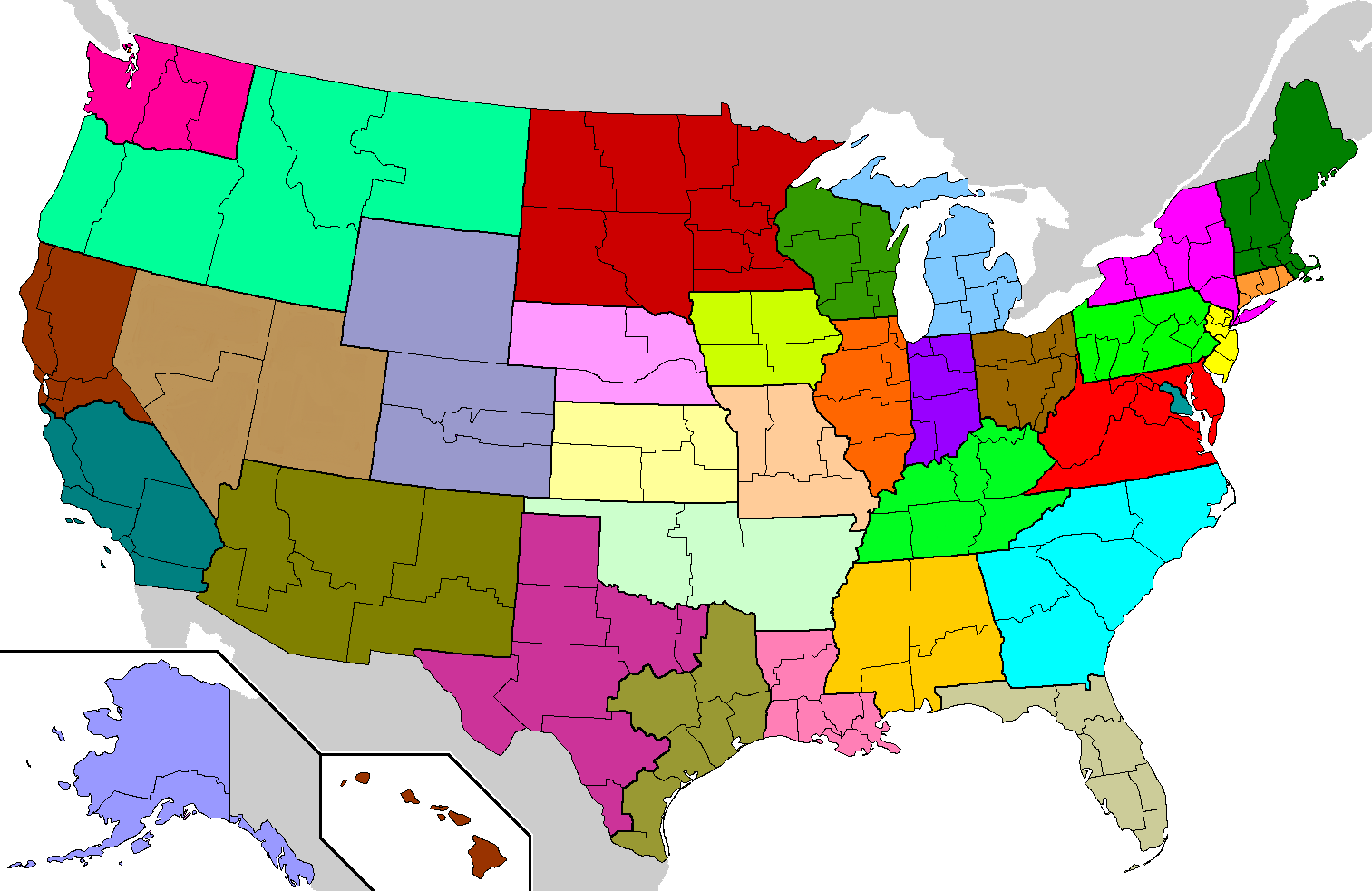
Карта расположения католических архиепархий США

Католическая церковь в США в настоящее время состоит из следующих церковных структур:
- Римско-Католическая Церковь:
  - 33 архиепархии;
  - 145 епархий;
  - Военная архиепархия США

- 2 архиепархии и 15 епархий Восточных Католических церквей.

### Митрополии Римско-Католической церкви
| - Архиепархия Анкориджа - Архиепархия Атланты - Архиепархия Балтимора - Архиепархия Бостона - Архиепархия Вашингтона - Архиепархия Галвестон-Хьюстона - Архиепархия Денвера - Архиепархия Детройта - Архиепархия Дубьюка - Архиепархия Индианаполиса - Архиепархия Канзас-Сити - Архиепархия Лос-Анджелеса - Архиепархия Луисвилла - Архиепархия Майами - Архиепархия Милуоки - Архиепархия Мобила | - Архиепархия Нового Орлеана - Архиепархия Нью-Йорка - Архиепархия Ньюарка - Архиепархия Оклахома-Сити - Архиепархия Омахи - Архиепархия Портленда - Архиепархия Сан-Антонио - Архиепархия Сан-Франциско - Архиепархия Санта-Фе - Архиепархия Сент-Луиса - Архиепархия Сент-Пола и Миннеаполиса - Архиепархия Сиэтла - Архиепархия Филадельфии - Архиепархия Хартфорда - Архиепархия Цинциннати - Архиепархия Чикаго - Персональный Ординариат Кафедры Святого Петра |

#### Другие церковные структуры
В этом разделе представлены церковные структуры Римско-Католической церкви, не входящие в Конференцию католических епископов США.
Церковная провинция Тихого океана (Конференция католических епископов Тихого океана)
- Архиепархия Аганьи
- Епархия Чалан-Каноа
- Епархия Самоа — Паго-Паго

Архиепархия вооружённых сил США

### ЕпархииВосточных католических церквей
Армянская католическая церковь
- Епархия Пресвятой Девы Марии Нарег в Нью-Йорке

Мелькитская католическая церковь
- Епархия Пресвятой Девы Марии Благовещения в Ньютоне

Маронитская католическая церковь
- Епархия Пресвятой Девы Марии Ливанской в Лос-Анджелесе
- Епархия Святого Марона в Бруклине

Румынская грекокатолическая церковь
- Епархия святого Георгия в Кантоне

Русинская грекокатолическая церковь
- Архиепархия Питтсбурга
  - Епархия Пармы
  - Епархия Пассейика
  - Епархия Пресвятой Девы Марии Защитницы в Финиксе

Сирийская католическая церковь
- Епархия Пресвятой Девы Марии Избавительницы в Ньюарке

Сиро-малабарская католическая церковь
- Епархия святого Фомы в Чикаго

Сиро-маланкарская католическая церковь
- Апостольский экзархат в США

Украинская грекокатолическая церковь
- Архиепархия Филадельфия
  - Епархия святого Иосафата в Парме
  - Епархия святого Николая в Чикаго
  - Епархия Стамфорда

Халдейская католическая церковь
- Епархия Святого Петра в Сан-Диего
- Епархия Святого Фомы в Детройте

## Президенты США-католики
- Джон Кеннеди — президент от Демократической партии (1961—1963).
- Джозеф Байден — президент от Демократической партии (2021—2025).

### Другие деятели-католики
- Альфред Смит — политик-демократ, кандидат в президенты США 1928 года.
- Джон Керри — политик-демократ, кандидат в президенты США 2004 года.
- Рон ДеСантис — политик-республиканец.
- Джей Ди Венс — политик-республиканец избранный вице-президент США 2024 года.
- Леди Гага — американская певица, актриса и общественная деятельница.

## Источник
- Булла Римского папы Григория XVI «Benedictus Deus»  (лат.)
- Patrick Carey: Catholics in America: A History, Rowman & Littlefield, 2008, ISBN 0-7425-6233-6
- McDermott, Scott. Charles Carroll of Carrollton—Faithful Revolutionary ISBN 1-889334-68-5.
- Ellis, John Tracy. Documents of American Catholic History 2nd ed., Milwaukee: Bruce Publishing Co., 1956.
- Ellis, J.T. American Catholicism 2nd ed., Chicago: University of Chicago Press, 1969.
- Fialka, John J. Sisters: Catholic Nuns and the Making of America, New York: St. Martin Press, 2003.